# Dewarův benzen
Dewarův benzen (systematicky bicyklo[2.2.0]hexa-2,5-dien je bicyklický uhlovodík, izomer benzenu, s sumárním vzorcem C6H6. Pojmenován je po Jamesi Dewarovi, který jej navrhl v roce 1869, ne ale jako strukturu benzenu.

## Struktura a vlastnosti
Na rozdíl od benzenu není molekula Dewarova benzenu rovinná, protože uhlíky v místech spojení kruhů jsou navázány na čtyři atomy namísto tří, což vede k tetraedrické geometrii a dva cyklobutenové kruhy jsou tak o určitý úhel vychýleny. Sloučenina vykazuje výrazné kruhové napětí a izomerizuje se na benzen s poločasem dvou dnů; pomalý průběh této přeměny je způsoben tím, že je symetricky zakázaná.

## Příprava
Tato sloučenina byla poprvé připravena roku 1962 jako terc-butylovaný derivát a v roce 1963 jako nesubstituovaná fotolýzou cis-1,2-dihydroderivátu ftalanhydridu a následnou oxidací octanem olovičitým.

## Srovnání s benzenem

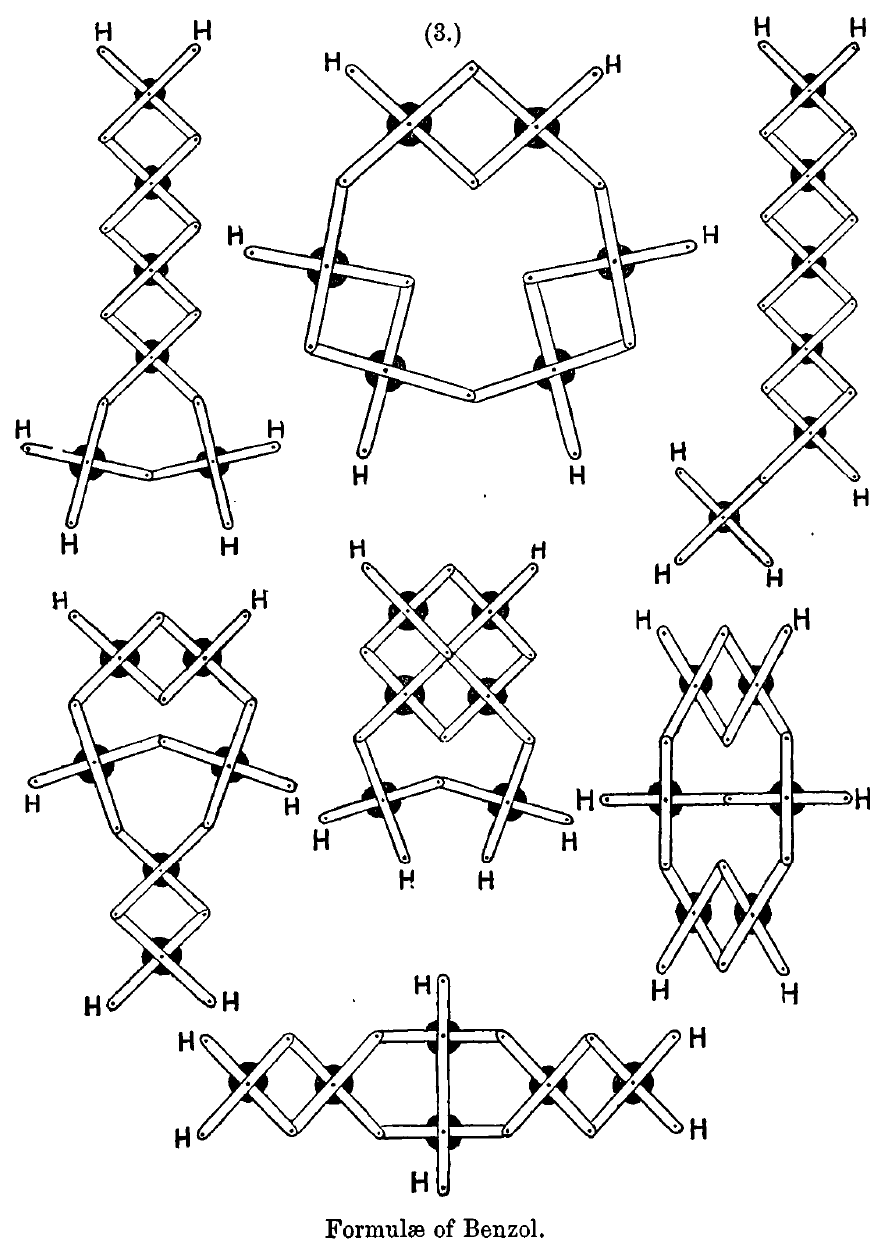
Sedm možných izomerů navržených Dewarem, s Dewarovým benzenem vpravo v druhém řádku

Tuto strukturu navrhl Dewar jako jeden ze sedmi možných izomerů a na základě svých pokusů předpokládal platnost struktury, kterou navrhl Friedrich August Kekulé.
Po vyvinutí teorie valenčních vazeb v roce 1928 začal být benzen popisován pomocí dvou hlavních kekulovských rezonančních struktur. Tři možné Dewarovy struktury přispívají, podobně jako například prisman, benzvalen, a Clausův benzen, malým podílem; prisman a benzvalen byly připraveny během 70. let a Clausův benzen benzen není možné připravit.

## Hexamethylovaný Dewarův benzen
Hexamethylovaný Dewarův benzen byl získán bicyklotrimerizací dimethylacetylenu za katalýzy chloridem hlinitým. Za přítomnosti HCl se přesmykuje na dimer pentamethylcyklopentadienylchloridu rhoditého nebo pentamethylcyklopentadienylchloridu iriditého; lze jej tak využít při přípravě některých pentamethylcyklopentadienylových komplexů, například [Cp*Rh(CO)2].
Při pokusu o obdobnou reakci s tetrachloroplatnatanem draselným se vytváří pentamethylcyklopentadienový komplex [(η4-Cp*H)PtCl2], což naznačuje, že pro vytvoření aromatického aniontu je nutná přítomnost rhodia nebo iridia.
Jednu z alkenových skupin lze epoxidovat pomocí kyseliny m-chlorperoxybenzoové, kyseliny peroxobenzoové, nebo dimethyldioxiranu; při použití peroxokyseliny se produkt rychle přesmykuje, přičemž katalyzátorem je vedlejší produkt epoxidace.
Dimethyldioxiran vytváří stabilní produkt, jelikož je u něj vedlejším produktem neutrální aceton. V závislosti na použitém množství dimethyldioxiranu může vznikat mono- nebo diepoxid, s atomy kyslíku v bicyklickém řetězci v poloze exo.
V roce 1973 byl připraven dikation hexamethylbenzenu, C6(CH3) 2+
6 ,
který lze získat rozpuštěním monoepoxidu hexamethyldewarova benzenu v magické kyselině, která odštěpuje kyslík v podobě aniontu.
Struktura byla určena jako pentagonálně pyramidální, pomocí NMR s využitím dat o podobném kationtu. Vrcholový uhlík je navázán na šest dalších atomů uhlíku, což bylo zjištěno rentgenovou krystalografickou analýzou hexafluorantimoničnanu.

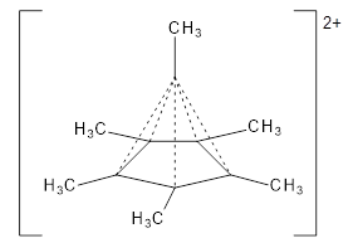
Struktura C6(CH3) 2+
6 [23]
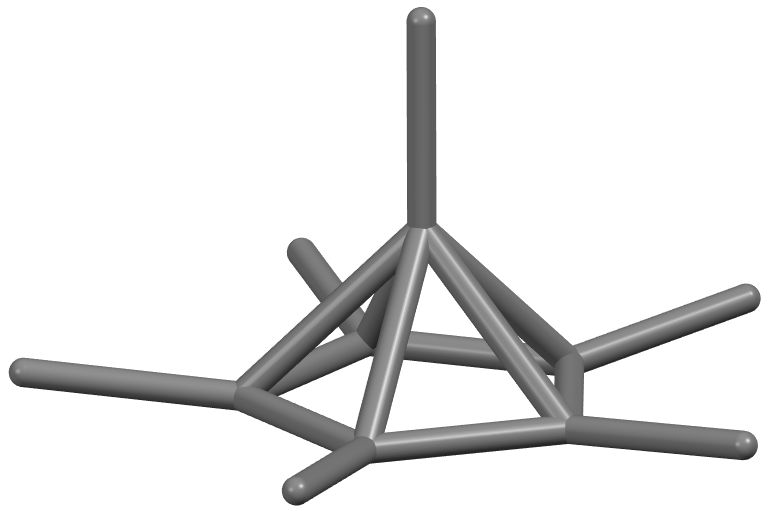
Trojrozměrný model přesmyknutého pentagonálně bipyramidálního dikationtu

Slabé vazby vycházející z horního vrcholu jehlanů mají Wibergův řád vazby kolem 0,54; celkový řád vazby vrcholového uhlíku činí 5 × 0,54 + 1 = 3,7 < 4, a molekula tak není hypervalentní, ale je hyperkoordinovaná. Sloučenina je tvořena kationtem C4+ vázaným k η5–pentamethylcyklopentadienylovému aniontu (jenž je donorem šesti elektronů) a methylovému aniontu (donor dvou elektronů), čímž molekula splňuje oktetové pravidlo a je analogem plynného monomeru organozinečnaté sloučeniny [(η5–C5(CH3)5)ZnCH3)], obsahující tytéž ligandy navázané na zinečnaté (Zn2+) centrum, kde kov splňuje pravidlo 18 elektronů.; struktura tak, i když je neobvyklá, neporušuje běžná pravidla pro chemické vazby.